# Онисько Володимир Васильович
Володимир Васильович Онисько (1 грудня 1935, Тернопіль — 6 березня 2001, Україна) — український радянський футболіст і тренер. Майстер спорту СРСР. Заслужений тренер УРСР (1973).

## Біографія

### Ігрова кар'єра
Володимир Онисько футболом почав займатися в Тернополі. З 1954 року грав у місцевій команді «Динамо». У 1955 році перспективного оборонця запросили в київське «Динамо», де протягом двох сезонів виступав за молодіжну команду. У 1957 році дебютував в основному складі. Всього в динамівській команді провів шість сезонів, але завоювати стабільне місце в стартовому складі не зміг. У 1960 році кияни стали срібними призерами чемпіонату. Володимир відіграв лише чотири поєдинки, що згідно з регламентом було недостатньо для отримання медалей. По закінченню першості Онисько прийняв запрошення від харківського «Авангарду», залишив розташування динамівської команди і вже новий сезон 1961 року розпочав у складі харківського колективу. Правим оборонцем відіграв в чемпіонаті 24 матчі і став твердим гравцем основи. Онисько не звертав ніякої уваги на обманні рухи тіла своїх візаві, а невідривно дивився тільки на м'яч, і коли той опинявся на досяжній для нього відстані, якимось з варіантів «шпагату» вибивав його в аут.
У 1965 році оборонець покинув «Авангард» і перейшов у вінницький «Локомотив», куди його запросив тренер Віктор Жилін, який раніше працював у Харкові та знав можливості Ониська. Але незабаром тренер покинув свій пост. Володимир відіграв за вінницьку команду ще один сезон і повернувся до Харкова, відгукнувшись на запрошення нового тренера «Металіста», Віктора Каневського. Досвідчений оборонець став одним з лідерів молодої харківської команди. Після закінчення сезону 1968 року, 33-річний футболіст вирішив завершити активну ігрову кар'єру.

### Тренерська кар'єра
Повісивши бутси на цвях, Володимир повернувся до рідного міста, де очолив місцеву команду «Авангард», яка виступала у другій групі класу «А». У 1970 році переходить у житомирський «Автомобіліст», куди його запросив своїм помічником Віктор Жилін. Через рік старший тренер покинув команду, на його посаду був призначений М. П. Сосюра, що працював до цього начальником команди, а Володимир Онисько в свою чергу, зайняв його посаду.
У травні 1972 року Ониська запрошує до свого тренерського штабу новий старший тренер донецького «Шахтаря», Олег Базилевич. У перший же сезон тренерам вдалося вивести донецьку команду у вищу лігу. За цей успіх Базилевичу і Ониську було присвоєно почесне звання «Заслуженого тренера УРСР». Перший сезон після повернення в еліту радянського футболу гірники завершили на 6 місці. Новий сезон команда почала і з новим тренером, колектив очолив Юрій Захаров. Але вже в середині сезону його змінив Володимир Сальков, що працював начальником команди, а Володимир Онисько зайняв його посаду. У 1975 році, оновлений тренерський штаб привів донецьку команду до завоювання срібних медалей чемпіонату, і в наступному році гірники взяли участь у розіграші Кубка УЄФА.
У 1977 році Володимир Васильович працював тренерському штабі київського «Динамо» під керівництвом Валерія Лобановського і зробив свій внесок у підготовку команди, що завоювала в тому сезоні золоті медалі чемпіонату.
У 1978 році вирішив повернутися до самостійної тренерської роботи і в серпні приступив до обов'язків старшого тренера хмельницького «Поділля». На чолі команди провів ряд переможних міжнародних матчів з клубами «Доростол» (Силістра, Болгарія), «Азотул» (Слобозія, Румунія), «Штадтверке» (Мюнхен, ФРН). Натомість в чемпіонаті СРСР команда високих результатів не показувала, влаштувавшись в середині турнірної таблиці і в липні 1980 року Володимир Васильович залишив свій пост.
Сезон 1981 провів у команді «Прикарпаття» з Івано-Франківська, де обіймав посаду начальника команди. Після завершення сезону, вже остаточно повернувся до Тернополя. Працював з місцевими аматорськими командами «Ватра» (Тернопіль) та «Зоря» (Хоростків). Вже в чемпіонаті незалежної України, в сезоні 1994/95, входив в тренерський штаб головного тренера тернопільської «Ниви» Валерія Душкова. Працював інспектором тернопільської Федерації футболу.

## Досягнення
- Майстер спорту СРСР: 1961[4]
- Заслужений тренер УРСР: 1973